# Elevator Game
Elevator Game ist ein US-amerikanischer Horrorfilm aus dem Jahr 2023.

## Handlung
Die junge Frau Becki spielt das Elevator Game. Laut diesem Mythos fährt man mit dem Aufzug in die vierte, sechste, zweite und zehnte Etage. Anschließend geht es in die fünfte Etage, wo man die Augen geschlossen halten muss, bis sich die Aufzugtür wieder schließt. Wenn man anschließend auf die 1 drückt, geht es stattdessen hoch in die zehnte Etage, die in eine rote Welt führt. Wer jedoch die Augen zu früh öffnet, wird von der dämonischen Fifth Floor Woman geschnappt.
Ryan wird Praktikant in einer Gruppe von Webvideoproduzenten, die in der High School mit ihrer Show Nightmare on Dare Street begonnen haben, in der sie paranormale Phänomene untersuchen. Nun droht der Show mit den Moderatoren Chloe und Kris, Regisseurin Izzy, Kameramann Matty und Chef Kevin aber das Aus, weil ein wichtiger Sponsor mit der Kündigung droht. Kurz nach seiner Einführung schlägt Ryan als nächstes Thema das Elevator Game vor und erwähnt die Geschichte mit Becki, die sich in einem nahegelegenen Bürogebäude abgespielt haben soll. Kris findet es langweilig, aber die unter Zeitdruck stehende Gruppe entscheidet sich mangels Alternativen dafür.
Am Samstagabend gehen sie in das Gebäude. Chloe, Kris und Matty betreten den Aufzug und beginnen das Spiel. Entgegen der Regeln öffnet Kris in der fünften Etage kurz die Augen, aber auf dem Weg nach oben werden sie von einem spät arbeitenden Büroangestellten unterbrochen. Im Eingangsbereich erfahren sie, dass die zweite Hälfte der Aufnahmen wegen gestörter Technik unbrauchbar ist. Ryan drängt darauf, das Spiel zu wiederholen. Er erklärt nun, dass Becki seine Schwester und großer Fan der Show ist. Außerdem wirft er Kris vor, dass dieser Sex mit Becki hatte, bevor sie verschwand. Als es zum Streit kommt, wird die Gruppe vom eintreffenden Wachmann aus dem Gebäude gedrängt und trennt sich.
Kris wird wenig später von der Fifth Floor Woman getötet. Chloe recherchiert zuhause weiter über Becki und das Elevator Game. Währenddessen stellt Izzy fest, dass sie eine Kamera im Aufzug vergessen hat und geht mit Kevin zurück. Aus Spaß führen sie das Spiel nochmal durch und werden ebenfalls von der dämonischen Frau getötet. Ryan ist verzweifelt und wiederholt das Elevator Game ein weiteres Mal. Er landet in der roten Welt und glaubt dort Becki zu sehen, flieht aber dann von der Fifth Floor Woman zurück in die richtige Welt. Dabei findet er die Kamera und sieht, was mit Izzy und Kevin passiert ist.
Aufgeregt ruft er Chloe an und bittet sie um ein Treffen in der Redaktion. Sie glaubt seinen Schilderungen allerdings nicht. Dann taucht auch Matti auf, der vom Geist an der Bushaltestelle überrascht wurde und auf der Flucht in einem Restaurant eine große Menge Salz gestohlen hat. Daraus bildet er einen Kreis, um die Fifth Floor Woman abzuwehren. In der nervösen Stimmung berichtet Chloe schließlich, was sie noch herausgefunden hat. Vor Beckis Verschwinden gab es einen anderen Fall. Dabei wurde die Studentin Allie von ihren Kommilitonen in einen Aufzugschacht gesperrt, wo sie das ganze Wochenende festhing, dem Wahnsinn verfiel und anschließend vom Aufzug zerfetzt wurde. Dann taucht die dämonische Frau in der Redaktion auf, überschreitet den Salzkreis und tötet Matti.
Chloe und Ryan stellen fest, dass sie das Elevator Game im ersten Versuch nicht zu Ende gespielt haben. Um die Tür zur dämonischen Welt zu schließen, müssen sie es nochmal komplett durchführen. Sie gelangen wieder in die rote Welt, wo Ryan erneut Becki retten will, aber von Chloe zurückgehalten wird. Dann stirbt auch Chloe und Ryan bleibt in der dämonischen Welt.
Ein paar Jahre später berichtet eine andere Influencerin vom Verschwinden der Gruppe und möchte das Elevator Game selbst spielen.

## Rezeption
Oliver Armknecht kommt bei film-rezensionen.de zu einem eher negativen Fazit: „Der auf einem realen Phänomen aufbauende Horrorfilm bietet leider kaum Spannung, weder im Hinblick auf die Handlung noch die Figuren, was sowohl an den mangelnden Ideen wie auch einem geringen Budget liegt.“

## Synchronisation
Die deutschsprachige Synchronbearbeitung entstand bei der Soundwood Media UG in Potsdam. Nadine Nourney schrieb das Dialogbuch, Enrico Reuter führte Dialogregie.
| Darsteller           | Deutscher Sprecher | Rolle            |
| -------------------- | ------------------ | ---------------- |
| Gino Anania          | Timo Weisschnur    | Ryan Keaton      |
| Megan Best           | Nadine Nourney     | Becki Keaton     |
| Alec Carlos          | Max Felder         | Kris Russo       |
| Nazariy Demkowicz    | Sam Bauer          | Matty Davis      |
| Samantha Halas       | Jennifer Bischof   | Allie McCormick  |
| Madison MacIsaac     | Melinda Rachfahl   | Izzy Simpson     |
| Verity Marks         | Laurine Betz       | Chloe Young      |
| Liam Stewart-Kanigan | Konrad Bösherz     | Kevin            |
| Darren Wall          | Florens Schmidt    | Security Guard   |
| Bradley Sawatzky     | Romanus Fuhrmann   | Café Bar Host    |
| Hazel Wallace        | Sabrina Schwarz    | Teenager-Mädchen |